# British Home Championship 1972/73
Die British Home Championship 1972/73 war die 78. Auflage des im Round-Robin-System ausgetragenen Fußballwettbewerbs zwischen den vier britischen Nationalmannschaften von England, Nordirland (bis 1949/50 Irland), Schottland und Wales.
Nordirland verlegte seine Heimspiele aufgrund der Unruhen infolge des Bloody Friday während des Nordirlandkonflikts von Belfast nach Liverpool.
| Pl. | Nationalmannschaft | Sp. | S | U | N | Tore    | Punkte |
| --- | ------------------ | --- | - | - | - | ------- | ------ |
| 1.  | England            | 3   | 3 | 0 | 0 | 006:100 | 06:0   |
| 2.  | Nordirland         | 3   | 2 | 0 | 1 | 004:300 | 04:20  |
| 3.  | Schottland         | 3   | 1 | 0 | 2 | 003:300 | 02:40  |
| 4.  | Wales              | 3   | 0 | 0 | 3 | 000:600 | 0:60   |

|                                             |   |            |           |
| 12. Mai 1973 in Liverpool (Goodison Park)   |   |            |           |
| Nordirland                                  | – | England    | 1:2 (1:1) |
| 12. Mai 1973 in Wrexham (Racecourse Ground) |   |            |           |
| Wales                                       | – | Schottland | 0:2 (0:0) |
| 15. Mai 1973 in London (Wembley Stadium)    |   |            |           |
| England                                     | – | Wales      | 3:0 (2:0) |
| 16. Mai 1973 in Glasgow (Hampden Park)      |   |            |           |
| Schottland                                  | – | Nordirland | 1:2 (0:2) |
| 19. Mai 1973 in Liverpool (Goodison Park)   |   |            |           |
| Nordirland                                  | – | Wales      | 1:0 (1:0) |
| 19. Mai 1973 in London (Wembley Stadium)    |   |            |           |
| England                                     | – | Schottland | 1:0 (0:0) |